# 平衛之

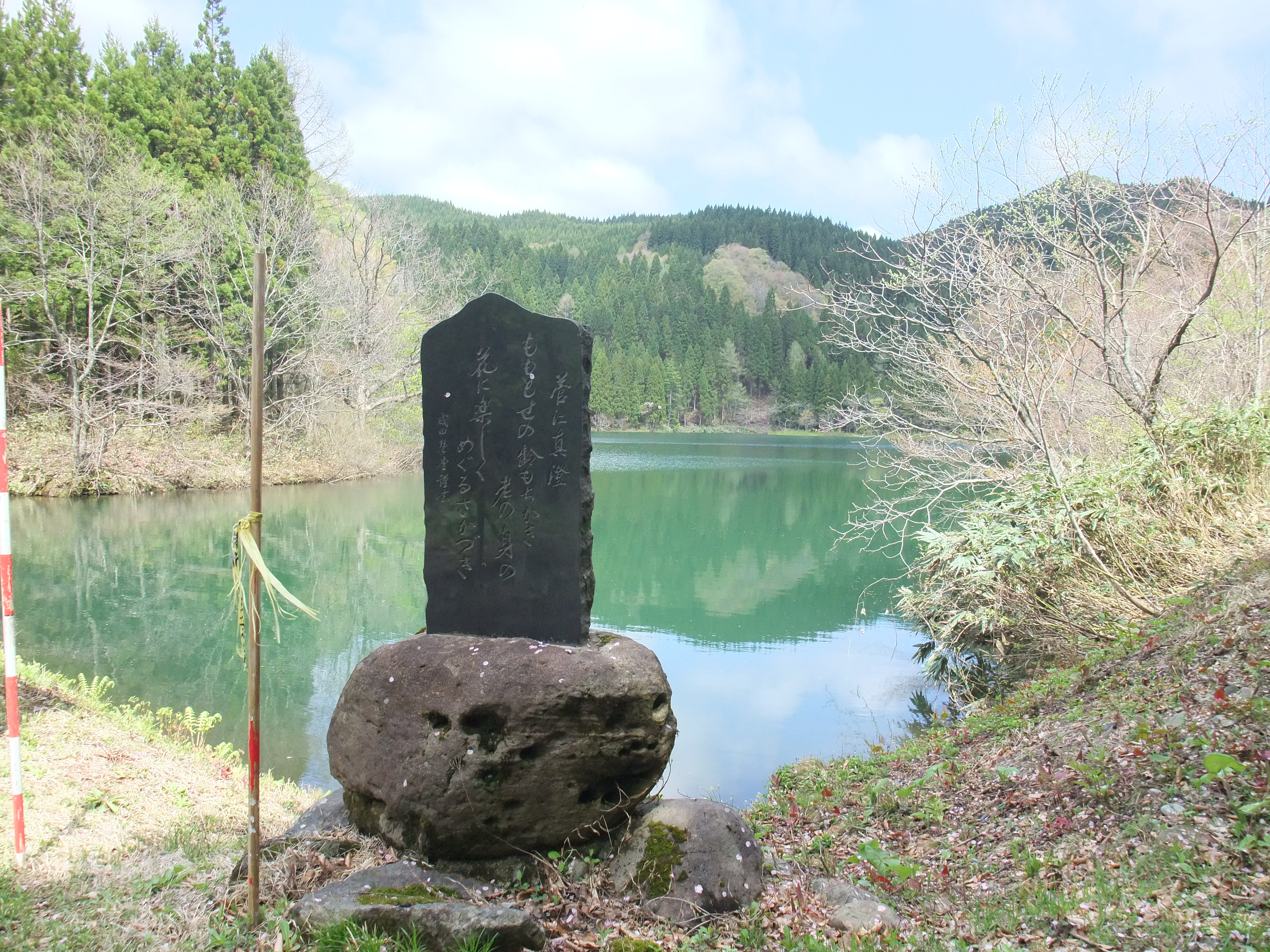
平衛之が造った水無沼と菅江真澄の碑

平衛之（への・へえの）は、江戸時代の出羽国藤琴村（久保田藩領、現在の秋田県藤里町）の人物。大男で大力の持ち主であったといい、同地では彼に関する民話や伝説が多く語り継がれている。

## 概要
水無沼をたった一人で作った伝説、薪山の全ての木を恐ろしい山人や獣たちと一緒に一夜にして切り上げた話、化けタヌキを退治した話などの超人的な力を持つ人物として伝えられている。また、民話で他の人物の引き立て役として扱われることもある。
彼が作った沼が残されていることや、彼の妻に菅江真澄が実際に会い取材していることなどから、実在の人物であったと考えられる。力が強く十人分の働きをするので「鬼平之」とも呼ばれていた。単に「平之」とも表記される。平衛之の子孫は伊川姓を名乗ったので「伊川平衛之」とも書くことがある。
生家は助作岱の伊川家と言われ、木こりを職業としていた。本名は「平衛之助」あるいは「平之丞」ではないかとされ、それを略して「平衛之」と呼ばれたのではないかとも言われる。
菅江真澄は最初の太良鉱山への訪問から戻る際に、平衛之の妻に出合って会話をしている。
平衛之の子孫は明治時代に八森町に引っ越したと言われている。明治25年頃に平衛之の屋敷は解体され、その天井板は寺屋敷集落の家に保存された。

## 民話
- 藤琴村の水無の沢には水が無くて、下部の平地でも田を作ることができなかった。平衛之は水田開拓の為に水無地区に一人で大石や土を運び沼を造った。(一夜のうちに作り上げたとする伝説もあり、菅江真澄もこれを記録している)これが、現在の水無沼である。しかし、このために久保田藩の佐竹の殿様の御直山であった杉の巨木が何百本も水に沈み、枯れてしまう。平衛之は役人に引き立てられ、久保田城まで連れて行かれる。村民は平衛之がはりつけになるものだと思っていたが、平衛之は殿様に堂々と「沼を造ったことで広い田を開墾することができた。殿様の杉の木が枯れても、村人や殿様の儲けが大きくなるから、只一人で沼を造ったのです」と弁明した。平衛之はこの堂々とした弁明で、その行為を許された。村人は平衛之の偉さと、殿様の心の広さをたたえたと言われている[2]。

- 平衛之が金沢で働き、その後酔って帰宅する時、平衛之の娘が迎えに来た。娘の背に平衛之が乗ると、娘の手は丸くて毛が生えていた。平衛之は娘が実は化け物であるとして、背から降り道ばたの大石にぶつけて殺してしまった。家に帰ると娘がいたが、大石の近くに戻ると同じ娘がいる。どちらの娘が本物か迷っているうちに朝になり、朝日がさすと殺された娘は古タヌキの正体を現した[2]。

- 当時の農家は朝早くから起きて、ワラを打ち縄を作った。ところが、平衛之の家だけは朝からワラ打ちの音がしなかった。これを疑問に思った近所の人が平衛之に「オレは1丸（70mの12倍）作ったが、お前はいくら作った？」と聞くと、平衛之は「7丸は作った」と答えた。平衛之の家に行き確かめると、7丸の以上の縄があった。平衛之は力が強いので、ワラを打たないで縄を作ることができるという。人々は皆、神業の鬼平之とばかりおどろいたという[3]。

- 平衛之が10歳くらいのときに、若い女の人から子どものお守りを頼まれた。若い女は直ぐ来ると言ったが、なかなか帰って来ない。平衛之は「絶対に下に置かないぞ」と汗を流しながら我慢していた。夜明けになると平衛之は、力が何倍にもなったという[3]。

- 平衛之は力が強く、十人前の仕事ができた。あるいは、子どもの頃に山で育ったから、サルでも熊でも皆、平衛之の仲間で仕事を手伝ってくれるとされた。恐ろしい山人を仲間にして、仕事を手伝わせていたという話もある[2]。

- 平衛之がある夜、山に薪取りに出かけ、仕事の合間に飯を食べていると鬼が現れた。鬼は平衛之に食事をねだると平衛之はそれに応えて魚を与えた。それが7日ばかり続いた時、平衛之は鬼に事情を聞いた。鬼はこの山のかげにあるもう一つの大きな山に棲んでいるが、赤倉山から来る山猫に負けて住みかを荒らされていると言い、平衛之に助けを求めた。平衛之は自分でもどうしようもないと思ったが、常磐沢の奥の、大柄の与作またぎを思い出した。与作またぎはうでのたつマタギで、またぎの頭領と言われる万治万三郎から授かった秘伝の巻物を持っているという。平衛之は与作を訪ね、事情を説明すると与作は快諾した。与作は水垢離をして巻物を持ち、呪文を唱え平衛之と共に山に入った。山では鬼が出て来て道案内をする。そのうち山猫が現れ、鋭い爪で与作の肩をつかみ木の上に引き上げようとした。鬼も平衛之もどうしようもなく見ていると、ごう然と銃声が響き、与作が地上に降りてきたと見る間に、すさまじい叫び声と共に黒い塊が落ちてきた。山猫は皮に松ヤニを塗りつけ、さらに砂の上を転がりまた松ヤニを塗りつけていて、その皮は刀も通さなかった。(その後与作は、間違って家に巻物を忘れて、巻物を処分され、連れの犬と共に露熊山峡の岩(マタギ岩)になったとする民話もある)[4]

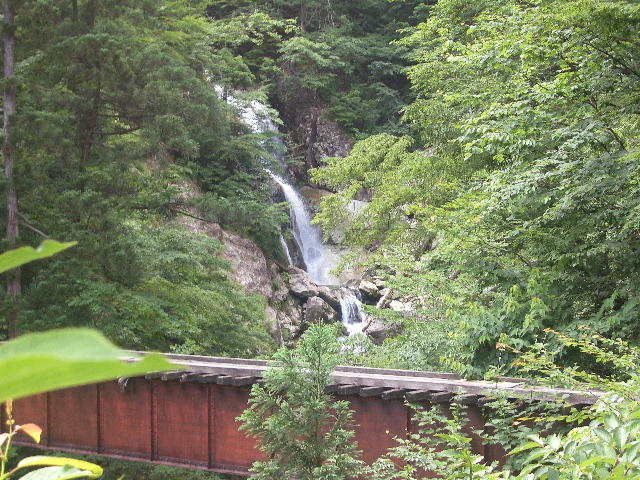
平衛之が事故死した一通滝

- 水無集落を少し下った所に横倉集落があった。横倉の斎藤半之蒸も鬼半蒸と言われ、鬼平之に負けないくらいの力持ちであったとされる。あるとき、2人は物見山(853m)から太良鉱山までソリで薪を運ぶ競争をした。普通の人は、高さ150cm横150cmの1釜の薪を1往復運ぶのがやっとのところを、2人とも2釜の薪を3往復したという。その日一日では2人とも合計40釜を運び引き分けであった。2人とも呪文を書いた巻物を懐に入れていたと言われている[2]。

- 斎藤半四郎の息子が半之蒸である。半之蒸は子どもの頃から力が強く鬼平之と比べられていた。半之蒸は将来を嘱望されて、相撲取りになったが、福島の半田という所で巡業中に打ち所が悪く命を落とした。半田には半之蒸の墓があると伝えられている[2]。

- ある時、平衛之は一通滝（不動の滝）から木材を流す仕事に従事していた。一通滝の下部で木材を流していたが、木材がたまりすぎ、水の流れで木材が起き上がり平衛之の方に倒れ込んできた。さすがの平衛之もこれに打たれて命を取られてしまう。500mほど下流の台地になっている所で平衛之の死体は火葬にされたが、大男なので、骨が当時の一俵もあった。この火葬にされた台地を平之岱と呼んだ。現在でも遊歩道がありこの場所を訪れることができる[2]。

## 菅江真澄と平衛之の妻
菅江真澄は1802年最初の太良鉱山への旅から戻る際に、水無沼のほとりについた。このとき、水無集落には5・6軒の家があり、沼が作られてから50年近くであると記録している。沼には朽ち残っている木の根がまだ多数あり、まるでエサをあさるカモの群れのようだとしている。（この木の根の話は民話にも残されている。かなり後年まで残っていて、阿仁周辺から人を呼び処理をさせたとされる）
沼の周囲に、桜の花や桂の芽、コブシの花、ツツジの花が咲く中、真澄は池のほとりにある家で宴会に参加した。皆が酔っている中、平衛之の妻が現れた。平衛之の妻はそのとき90歳であると言い、津軽藩の鰺ヶ沢町の出身で、20歳になる前にこの地に連れてこられたということを真澄に話し、真澄に酒を勧めた。宴が進み皆が笑顔になっている様子は「すこしひかえて その影見れば こがね花やら 豊にさく」と周囲の花が咲いていることと、皆の顔が酒で赤らんでいることをかけて歌われている。また、真澄は「ももとせの 齢もちかき老の身の 花に楽しく めぐるさかづき」と平衛之の妻のことや、周囲の花のこと、宴会のことをかけて歌っている。この歌は石碑に彫られて現在、水無沼のほとりに置かれている。